# Nesocharis
A Nesocharis  a madarak osztályának verébalakúak (Passeriformes) rendjébe és a díszpintyfélék (Estrildidae) családjába tartozó nem.

## Rendszerezésük
A nemet Alexander brit katona és ornitológus írta le 1903-ban, az alábbi 3 faj tartozik ide:
- kis cinegeasztrild (Nesocharis shelleyi)
- fehéröves cinegeasztrild (Nesocharis ansorgei)
- fehérarcú cinegeasztrild (Nesocharis capistrata)

## Előfordulásuk
Afrika nyugati és középső részén honosak. Természetes élőhelyeik a szubtrópusi és trópusi síkvidéki esőerdők, szavannák és cserjések, lápok, mocsarak, folyók és patakok környékén, valamint ültetvények. Állandó, nem vonuló fajok.

## Megjelenésük
Testhosszuk 8-14 centiméter körüli.